# (60001) Adélka
(60001) Adélka, désignation internationale (60001) Adelka, est un astéroïde de la ceinture principale.

## Description
(60001) Adélka est un astéroïde de la ceinture principale. Il fut découvert par Lenka Šarounová le 4 octobre 1999 à l'observatoire d'Ondřejov. Il présente une orbite caractérisée par un demi-grand axe de 3,1 UA, une excentricité de 0,154 et une inclinaison de 1,66° par rapport à l'écliptique.
Il fut nommé en hommage à Adélka Kotková (née en 2006), fille de la découvreuse.

## Compléments